# Brady Reiter
Brady Reiter (* 26. August 2000 in Orlando, Florida) ist eine US-amerikanische Schauspielerin, die vor allem durch ihre Hauptrolle der Mindy Minus in der Nickelodeon-Teen-Sitcom 100 Dinge bis zur Highschool internationale Bekanntheit erlangte, jedoch auch bereits einige Jahre zuvor in der Hauptrolle der Nyx in Zahnfee auf Bewährung 2 zu sehen war.

## Leben
Brady Reiter wurde am 26. August 2000 als Tochter des zuvor schon einmal verheirateten Paares Judy und Eric Reiter in der Großstadt Orlando im US-Bundesstaat Florida in eine Patchworkfamilie geboren, wuchs jedoch in Pebble Creek, im Norden von Tampa, sowie in Naples auf. Diese bestand neben ihr und ihren Eltern auch noch aus drei älteren Brüdern und zwei älteren Schwestern. Ihren Vornamen bekam sie, nachdem ihrer Mutter ständig gesagt wurde, dass ihre Familie wie The Brady Bunch sei. Im Alter von drei bzw. vier Jahren begann sie zu modeln und startete ein Jahr darauf ihre Laufbahn als Schauspielerin. Als Fünfjährige wurde sie erstmals in einem Disney-World-Werbespot, als sie sich gegen hunderte Mitbewerberinnen durchsetzte, eingesetzt und war auch danach vorwiegend in Werbeproduktionen für das Fernsehen im Einsatz. Des Weiteren wurde sie bei einem Werbefilm zum Frühjahrstraining des Jahres 2005 der Toronto Blue Jays eingesetzt und war im Januar 2006 auch in einem Spot über die Boston Red Sox, der in Fort Myers gedreht wurde, zu sehen.
2005 nahm sie auch am Dreh von She Could Be You, einem erst 2008 veröffentlichten Film über ein Mädchen, deren Gesicht das erste je abgedruckte auf einer Milchpackungen war, in Tampa teil. Im Oktober 2005 sprach sie auch für die Rolle der Eloise in der Romanverfilmung Eloise in Paris vor, schaffte es unter die besten 10 von mehreren tausend Bewerbern, wurde jedoch nicht für die Rolle gecastet. Des Weiteren wurde sie in dieser Zeit von Adam Sandler persönlich zu einem Vorsprechen für einen seiner Filme eingeladen, konnte jedoch auch hier nicht gecastet werden. Bereits während dieser Zeit wurde Reiter von Sheri Kebbel, unter anderem Mutter von Arielle Kebbel, vom Mosaic Talent Development in Winter Park, Florida, im Schauspiel ausgebildet. 2008 war sie auch in Beethovens großer Durchbruch, dem sechsten offiziellen Film der Beethoven-Reihe, zu sehen, hatte dabei jedoch nur eine kleine und unwesentliche Rolle inne. Nach unbedeutenden Gastrollen in jeweils einer Folge von Big Time Rush (2010) und Are We There Yet? (2011) folgte mit der Hauptrolle der Nyx in Zahnfee auf Bewährung 2 im Jahre 2012 der erste größere Durchbruch. Hier spielte sie die Sachbearbeiterin und Assistentin von Larry Guthrie (gespielt von Larry the Cable Guy) und war auf der DVD-Veröffentlichung auch in den Special-Features Warum wir unsere Milchzähne verlieren, Rückkehr ins Feenland, Larry; die neue Zahnfee und Ein Schweinchen namens Crusher zu sehen. Aufgrund dieser Rolle wurde sie danach auch Mediensprecherin der National Children’s Oral Health Foundation.
Im Jahre 2013 folgten Auftritte in zwei Episoden der Yahoo!-Screen-Miniserie Tiny Commando des Wesleyan-Absolventen Jacob Fleisher und des Schauspielers Ed Helms, ehe sie 2014 in die Nickelodeon-Serie 100 Dinge bis zur Highschool gecastet wurde. In der US-Jugend-Sitcom stellt sie seit der Ausstrahlung des einstündigen Pilotfilms im November 2014 die Antagonistin Mindy Minus, im ursprünglichen Skript hieß diese Mandy Minus, dar. In der Rolle erinnert sie stark an die von Ashley Tisdale gespielte Sharpay Evans in High School Musical, sprach jedoch selbst anfangs für die später an Isabela Moner vergebene Hauptrolle der CJ Martin vor.

## Filmografie
Filmauftritte (auch Kurzauftritte)
- 2008: Beethovens großer Durchbruch (Beethoven’s Big Break)
- 2008: She Could Be You
- 2012: Zahnfee auf Bewährung 2 (Tooth Fairy 2)

Serienauftritte (auch Gast- und Kurzauftritte)
- 2010: Big Time Rush (1 Episode)
- 2011: Are We There Yet? (1 Episode)
- 2013: Tiny Commando (Miniserie, 2 Episoden)
- seit 2014: 100 Dinge bis zur Highschool (100 Things to Do Before High School)
- 2015: Das geheimnisvolle Kochbuch (Just Add Magic, Episode 1x01)